# Siège de Besançon (1674)
Pour les articles homonymes, voir Siège ou bataille de Besançon.
Guerre de Hollande
Batailles
- Groenlo (06-1672)
- Solebay (06-1672)
- Coevorden (06-1672)
- Nimègue(07-1672)
- Groningue (07-1672)
- Saint-Lothain (02-1673)
- Schooneveld (1re) (06-1673)
- Maastricht (06-1673)
- Schooneveld (2de) (06-1673)
- Texel (08-1673)
- Bonn (11-1673)
- Arcey (01-1674)
- Pesmes (02-1674)
- Gray (02-1674)
- Scey-sur-Saône (03-1674)
- Chariez (03-1674)
- Vesoul (03-1674)
- Arbois (03-1674)
- Orgelet (03-1674)
- Besançon (04-1674)
- Dole (05-1674)
- Sinsheim (06-1674)
- Salins (06-1674)
- Belle-Île (06-1674)
- Lure (07-1674)
- Faucogney (07-1674)
- Sainte-Anne (07-1674)
- Fort-Royal (07-1674)
- Seneffe (08-1674)
- Entzheim (10-1674)
- Mulhouse (12-1674)
- Turckheim (01-1675)
- Stromboli (02-1675)
- Fehrbellin (06-1675)
- Salzbach
- Consarbrück
- Alicudi
- Agosta
- Palerme
- Maastricht
- Philippsburg
- Valenciennes
- Cambrai
- Saint-Omer
- Tobago
- La Peene (Cassel)
- Ypres
- Rheinfelden (07-1678)
- Saint-Denis

Le siège de Besançon de 1674 est une des nombreuses opérations militaires victorieuses menées en Franche-Comté par Louis XIV lors de la seconde conquête de la Franche-Comté. Celles-ci ont conduit à l'annexion de cette province impériale au royaume de France.

## Contexte
La guerre de Hollande déclenchée en 1672 voit la naissance d'une coalition contre le royaume de France en 1673. Malgré son isolement, l'Angleterre décide de ne plus soutenir la France en février 1674. Louis XIV, à la tête d'une armée d'environ 25 000 hommes, décide d'attaquer la Franche-Comté.

## Première conquête et retrait
La Franche-Comté, terre d'Empire, mais sous possession espagnole, et Besançon, tout récemment annexée au royaume d'Espagne contre son gré depuis la diète de Ratisbonne (1654), sont conquises une première fois en 1668 lors de la guerre de Dévolution, mais le traité d'Aix-la-Chapelle du 2 mai 1668 les restitue à l'Espagne. Durant les quatre mois d'occupation de Besançon (8 février-8 juin), Vauban imagine et commence les travaux de la citadelle que le nouveau gouverneur de la Province, le duc d'Aremberg, avec son directeur des forts Prosper Ambroise Precipiano, petit-fils d'Ambrosio de Precipiano, vont les poursuivre. En 1674, voyant le travail des ingénieurs militaires flamands, Vauban dira que la citadelle est « fort belle, mais elle parait n’avoir que les os ». De plus, l'ouvrage ne comporte que deux fronts (Royal et Secours), alors que Vauban avait prévu et réalisera plus tard le front Saint-Étienne.

## Préparatifs de guerre
Durant l'hiver 1673-1674, la menace d'une nouvelle invasion française se précise : le baron Paul-François de Saint-Mauris, est nommé commandant d'armes sous les ordres du prince de Vaudémont, fils de Charles IV de Lorraine. Un conseil de guerre est formé. Un sentiment pro-français émergeant d'une partie de la population, des potences sont érigées dans la ville pour dissuader ceux qui parleraient de se rendre. 
Lorsque Louis XIV arrive, la ville est dotée d'une garnison de 3 300 hommes dont 1 800 comtois, 1 900 espagnols et environ 600 impériaux. 1 700 Bisontins sont armés et intégrés dans une milice. On compte également 435 cavaliers impériaux et espagnols, commandés par le colonel de Massiette. La citadelle défendue  par 400 hommes est commandée par l'ingénieur et bailli d'Aval, Ambroise de Précipiano.
Côté artillerie, les assiégés disposent d'une quarantaine de pièces et d'un faible stock de munitions, mais le père Charles-Eugène Schmidt, un capucin nommé chef de l'artillerie, la dirige avec adresse et détermination. Il dirigera peu après la défense de la ville de Faucogney lors de son siège.

## Début de campagne
L'événement se déroule en pleine guerre de Hollande (1672-1678). Durant l'hiver 1673-1674, la menace d'une nouvelle invasion française se précise : Louis XIV attaque toute la Franche-Comté, alors sous domination espagnole. Avec une armée de 10 000 hommes, le duc de Navailles est chargé d'attaquer les villes du bailliage d'Amont: Pesmes, Gy, Marnay, Saint-Loup,  Vesoul et Gray.  Toutes ces villes tomberont en février et en mars. Seul Luxeuil parvient à repousser les Français. Lure et Faucogney n'ont pas encore été attaquées. 
En avril, Louis XIV avec le gros de son armée attaque directement Besançon en évitant dans un premier temps Dole dont la résistance au siège de 1636 avait laissé un fort souvenir aux Français. Avec Salins, Besançon est l'une des principales réserves militaires du comté de Bourgogne : les trois quarts des troupes y sont stationnées. La destruction de la cité éliminerait d'un coup la moitié des effectifs comtois.  Alors que Louvois a planifié la prise de Salins et de Dole avant celle de Besançon, Vauban intervient et conseille au ministre de s'attaquer d'abord à cette dernière, ce qu'il accepte.

## Déroulement

### Siège de la ville (19 avril au 15 mai)

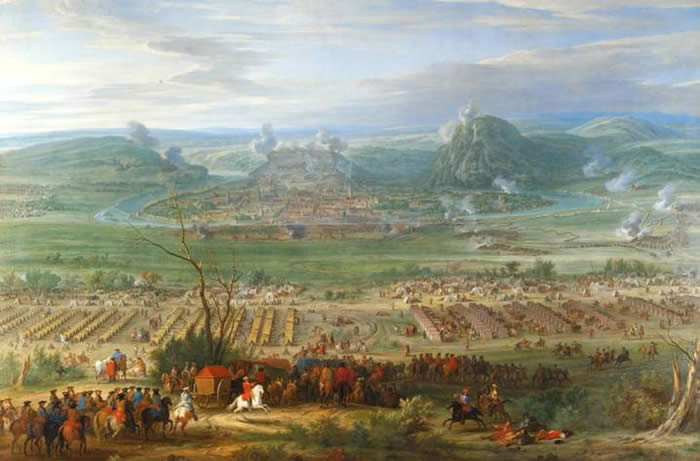
Vue d'ensemble du siège de Besançon. À droite de la ville, sur la colline de Chaudanne, on voit la fumée dégagée par le tir des canons installés par Vauban.

Les Français investissent la cité du 25 avril au 5 mai 1674 avec 15 à 20 000 hommes : l'armée du duc d'Enghien, fils du "grand Condé", entoure Battant, Charmont et Arènes, tandis que celle de Charles Antoine de Revel prend position sur le mont des Buis et à Beure. Louis XIV et Louvois arrivent le 2 mai et Vauban, présent depuis le 26 avril, se prépare à son 22e siège. Il fait creuser les tranchées devant Chamars et Arènes pendant que des batteries sont montées sur Bregille et Chaudanne,. À partir de ce moment, la ville est sous le feu de l'armée française.
À la première sommation du duc d'Enghien, Saint-Mauris répond que les citoyens verseront "jusqu'à la dernière goutte de leur sang" et useront "jusqu'au dernier grain de leur poudre".
Lors du siège, les Comtois vont tenter plusieurs sorties par Chamars, Bregille et Trois-Châtels, occasionnant des pertes sensibles parmi les assiégeants.
L’artillerie du corps de siège comprend des canons de batterie (calibres 24 et 16), des canons de campagne (calibres 12 et 8), et, semble-t-il, 4 mortiers ; son rôle sera primordial. Elle n'a pas de tactique précise, mais ses missions sont multiples : réduire les canons adverses, chasser les assiégés de leurs positions et ruiner les fortifications. Finalement, l’artillerie réalise des missions de contre-batterie, de tir sur le personnel, de destruction et de neutralisation (sur le saillant d’Arènes). Le déploiement initial des pièces lors du siège se trouve simplifié par la connaissance des environs de la ville acquise par les Français pendant l’investissement de 1668. Louvois a ainsi décidé à l’avance d’installer des batteries sur les hauteurs de Chaudanne et de Bregille. Chaudanne est armé en premier dès le 23 avril. "0n hissa avec des grues et des chaînes de fer, sur une montagne qui dominait la citadelle, 40 grosses pièces d’artillerie".
L'artillerie des deux camps entre en action le 1er mai. Louis XIV voit un boulet passer à une dizaine de mètres de lui, le 5 mai, alors qu'il s'est positionné au sommet de Chaudanne. Les tirs français s'intensifient le 6 mai à partir de 5 positions différentes ; Chamars est inondée pour protéger cette partie de la ville d'une avancée ennemie. Ce même jour, le régiment des Gardes françaises ouvre la tranchée, au pied de la colline de Chaudanne. Le siège devient difficile à tenir et un régiment se mutine. L'artillerie de la place tient toutefois tête, un moment, à celle des Français.
Le régiment d'Aunis réussit à s’installer au saillant d'Arènes sous le tir des artilleurs bisontins. Dans l’ouvrage, la bataille fait rage et les pertes françaises atteignent un millier d’hommes. Les Comtois font demander des renforts au gouverneur dom Antonio d'Alveyda, qui a quitté la ville avant le début des hostilités, mais ceux-ci sont dérisoires. Le bastion d'Arènes est miné le 13 mai.
Les autorités de la ville décident d'envoyer un parlementaire, qui est conduit au roi à Saint-Ferjeux le 15 mai au matin. Louis XIV accorde la capitulation suivant les mêmes termes qu'en 1668, le maintien des privilèges étant notamment garanti. Les Français pénètrent par la porte de Charmont le 15 mai après-midi : la ville tombe alors.

### Siège de la citadelle (15 au 22 mai)

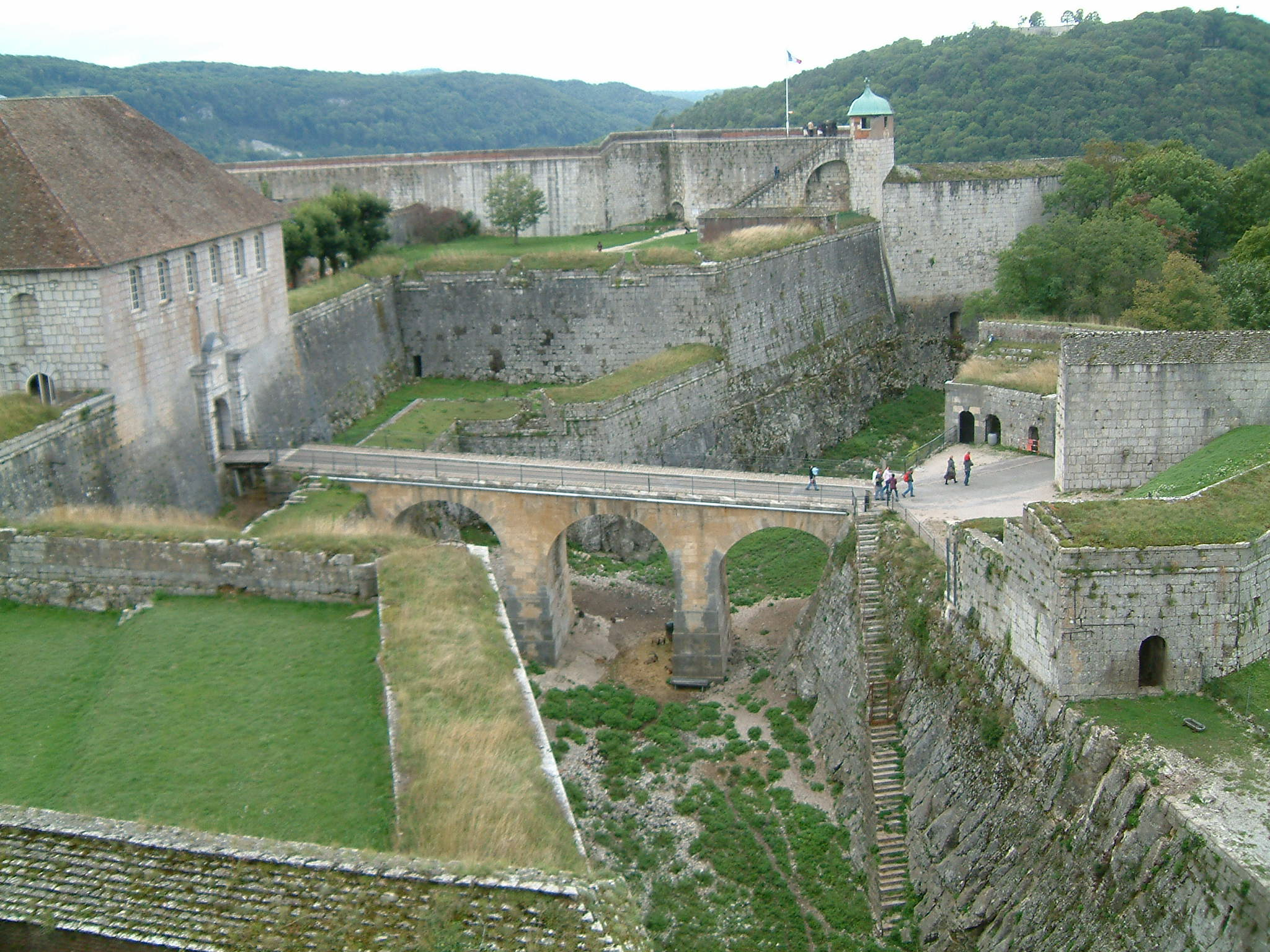
La Citadelle de Besançon aujourd'hui, avec le fort de Chaudanne en arrière plan

Le prince de Vaudémont bat en retraite dans la citadelle avec 600 de ses hommes. Ce dernier avait encore espoir d'être secourus par une armée lorraine. Avec Précipiano et le Père Schmidt, ils vont résister encore une semaine entière sous les bombardements incessants. 
Afin de renforcer les pièces en état d’agir contre la citadelle, il est prélevé par la suite, sur les batteries devenues sans emploi après la chute de la ville, afin de constituer une nouvelle batterie de sept pièces, de renforcement à quinze pièces  la batterie de Bregille et de constituer la batterie de Chaudanne. Le 20 mai, ces batteries sont en état d’ouvrir le feu. À partir de cette date, 33 canons font feu sur le réduit de la place défendu par une artillerie de faible calibre et numériquement peu importante.Les Français de par leurs tirs couvrent toute la place et ont même une vue plongeante sur le Front de Saint-Étienne ou les défenseurs ne peuvent se maintenir.  Les gardes françaises conduites par le duc de la Feuillade montent à l'assaut du Front qui est presque écroulé et déserté par ses défenseurs, pris entre deux feux. Le ligne de défense comtoise tombe. Ces derniers capitulent alors le 22 mai. Plus de 500 comtois sont morts dans les attaques et les bombardements sur la citadelle.
Vaudémont défile devant le roi, le 23 mai, avec les 800 survivants. En signe d'allégeance, l'archevêque de Grammont déclare qu'il remercie la Providence de "nous avoir donné au plus grand de tous les rois". Louis XIV quitte Saint-Ferjeux le 25 mai pour assister au siège de Dole.

## Conséquences
Besançon était la plus puissante place militaire de la région et sa prise, avec celle un peu plus tard de Salins, sera déterminante sur la suite des combats. Avec la prise de Besançon, c'est tout le centre du comté de Bourgogne qui tombe entre les mains des Français, qui peuvent à présent se diriger sereinement sur Dole. 
Quatre ans plus tard, le traité de Nimègue officialise le rattachement de la Franche-Comté au royaume de France ; entre-temps (1677), Besançon est devenue capitale de la Province.
Les experts s'accordent à dire que la réussite du siège est due à la conjugaison de la méthode d'attaque des places conçue par Vauban et à la puissance de l'artillerie de siège. 

## Anecdote
Le cadeau offert par le parlement franc-comtois à Louis XIV deux ans plus tard pour célébrer le rattachement de la Franche-Comté à la France est justement un canon. Aujourd'hui joyau des collections du musée de l’Armée, cette pièce sur affût, en bronze doré, est exposée dans la salle consacrée aux modèles d’artillerie des Cabinets insolites. Elle présente des décors aussi riches que symboliques louant la gloire de la France et de son roi. Elle est l'œuvre de Laurent Ballard, un fondeur de canons d’origine piémontaise.